# Вочка (приток Вохмы)
Вочка — река в России, протекает в Вохомском районе Костромской области. Устье реки находится в 28 км по правому берегу реки Вохма. Длина реки составляет 16 км, площадь водосборного бассейна 76,3 км².
Исток Вочки находится восточнее деревни Сосновка в 4 км к западу от посёлка Вохма. Река в верхнем течении течёт на восток, в среднем течении протекает посёлок Вохма (в посёлке на реке запруда), в черте которого поворачивает на юг, в нижнем течении вновь разворачивается на восток. Кроме Вохмы на берегах реки расположены деревни Чумаково, Старцево, Соседково, Латышово. Крупных притоков нет. Вочка впадает в Вохму в 6 км к юго-востоку от посёлка Вохма.

## Данные водного реестра
По данным государственного водного реестра России относится к Верхневолжскому бассейновому округу, водохозяйственный участок реки — Ветлуга от истока до города Ветлуга, речной подбассейн реки — Волга от впадения Оки до Куйбышевского водохранилища (без бассейна Суры). Речной бассейн реки — (Верхняя) Волга до Куйбышевского водохранилища (без бассейна Оки).
Код объекта в государственном водном реестре — 08010400112110000041363.